# Isola (Zamoskvoreč'e)
L'isola artificiale al centro del fiume Moscova, nella città di Mosca, è nata nel 1783 in seguito alla realizzazione del canale Vodootvodnyj. L'isola non ha un nome ufficiale, ma le diverse fonti si riferiscono ad essa in vari modi: Bolotnyj (Болотный) ossia "palude", in riferimento al fatto che prima della realizzazione del canale l'area era soggetta a frequenti inondazioni della Moscova che quando si ritirava lasciava delle pozze palustri; Balčug (Ба́лчуг), dal nome del fossato che un tempo la attraversava; isola del Cremlino, per la sua posizione di fronte alla cittadella fortificata; Sadovniki (Садовники), ossia "giardinieri", per il fatto che un tempo l'area ospitava dei giardini; isola senza nome o semplicemente isola (in russo Остров?).

## Storia

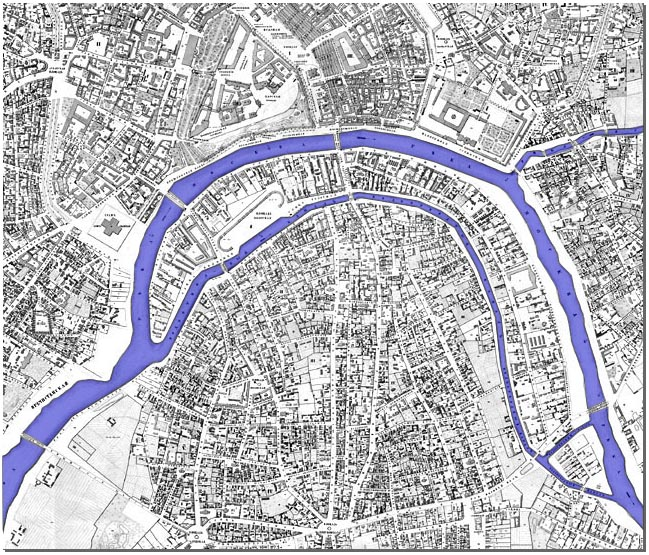
Mappa del 1853 che mostra l'isola tra la Moscova e il canale Vodootvodnyj

Fino al XVIII secolo il quartiere di Zamoskvoreč'e, sulla riva destra della Moscova, in primavera era soggetto a frequenti inondazioni a causa delle piene del fiume, che causavano danni alle abitazioni e rendevano il terreno poco adatto a costruire. Inoltre nei periodi più aridi il vecchio letto del fiume - che si trovava approssimativamente dove oggi scorre il canale Vodootvodnyj e che veniva inondato in primavera - tendeva ad asciugarsi lasciando isolate pozze paludose che erano causa di malattie.
Il primo progetto di realizzazione di un canale di drenaggio per controllare le piene del fiume risale al 1775, ad opera probabilmente dell'architetto Matvej Fëdorovič Kazakov. Il progetto venne messo in pratica nel 1783, in seguito ad una terribile alluvione che fece crollare i supporti del ponte Bol'šoj Kamennyj: per permettere la riparazione dei piloni il vecchio alveo della Moscova venne dragato e allargato e l'acqua del fiume venne temporaneamente deviata al suo interno. Il canale laterale rimase in funzione anche dopo il ripristino dell'alveo originale, portando alla nascita di una grande isola artificiale al centro del fiume, all'epoca divisa in due da un fossato chiamato Balčug.
Nel 1853 la costruzione della diga Babyegorodskaja (in russo Бабьегородская плотина?) ad ovest dell'isola e di una chiusa a est permise la navigazione lungo il canale Vodootvodnyj. Per facilitare il passaggio delle imbarcazioni il canale venne quindi ampliato verso est, in modo da ricongiungersi con la Moscova con un angolo più dolce rispetto ai novanta gradi del progetto originario. In questo modo l'area denominata "Red Hills" (in russo Красных Холмов?) venne separata dalla terraferma e entrò a far parte dell'isola, da cui era divisa da un fossato.
In seguito alla realizzazione del canale di Mosca tra il 1932 e il 1938 l'aumento del livello dell'acqua nella Moscova e nel canale rese i due corsi d'acqua navigabili senza bisogno di chiuse, e le dighe in questa parte del fiume furono smantellate. Negli stessi anni, con la costruzione del ponte Bol'šoj Krasnocholmskij, il fossato che separava l'area di Red Hills dall'isola venne riempito, e furono costruiti diversi ponti, sia stradale che pedonali, per collegare l'isola alla terraferma al di sopra del canale.

## Descrizione e luoghi di interesse

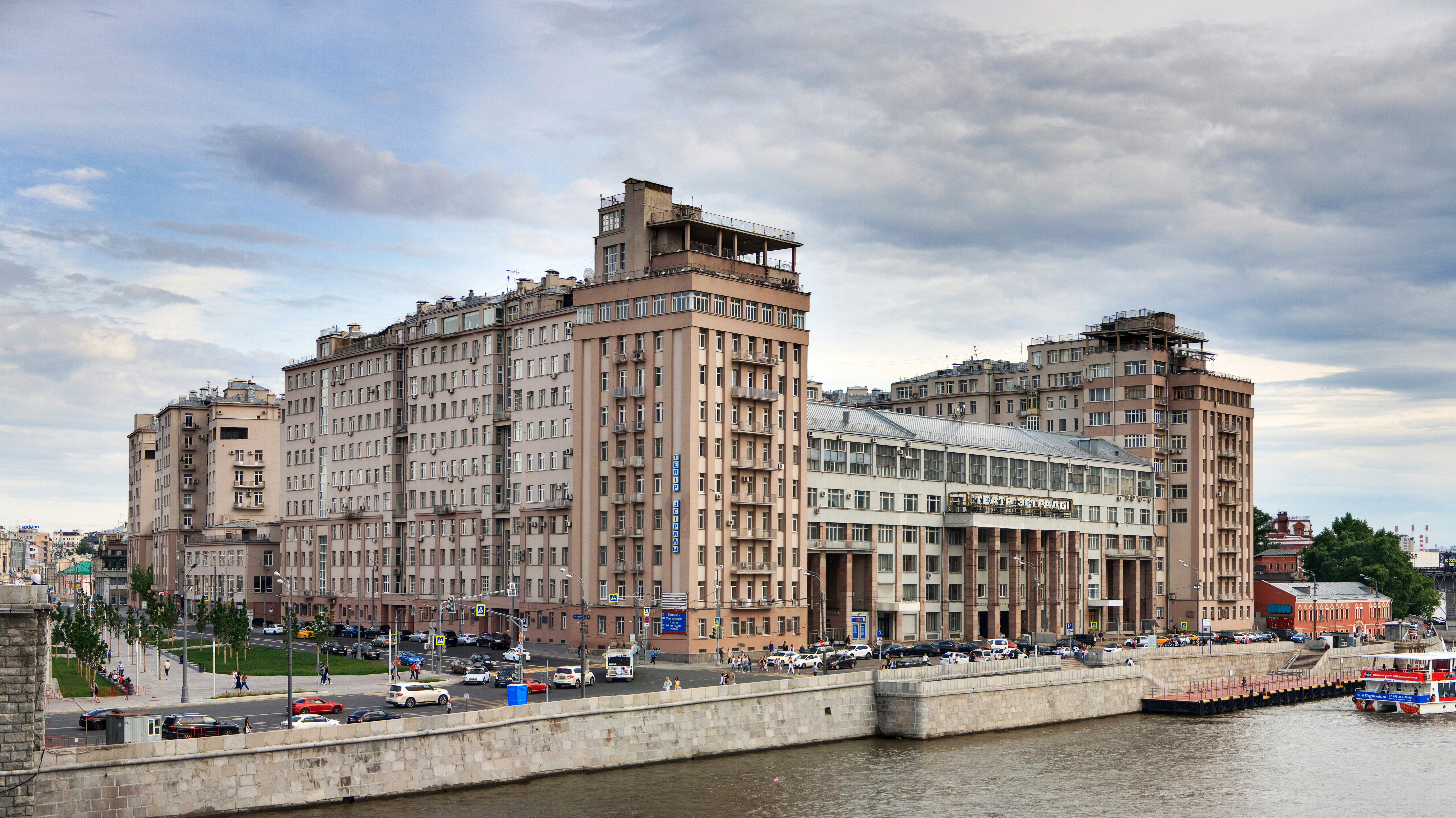
La Casa sul lungofiume

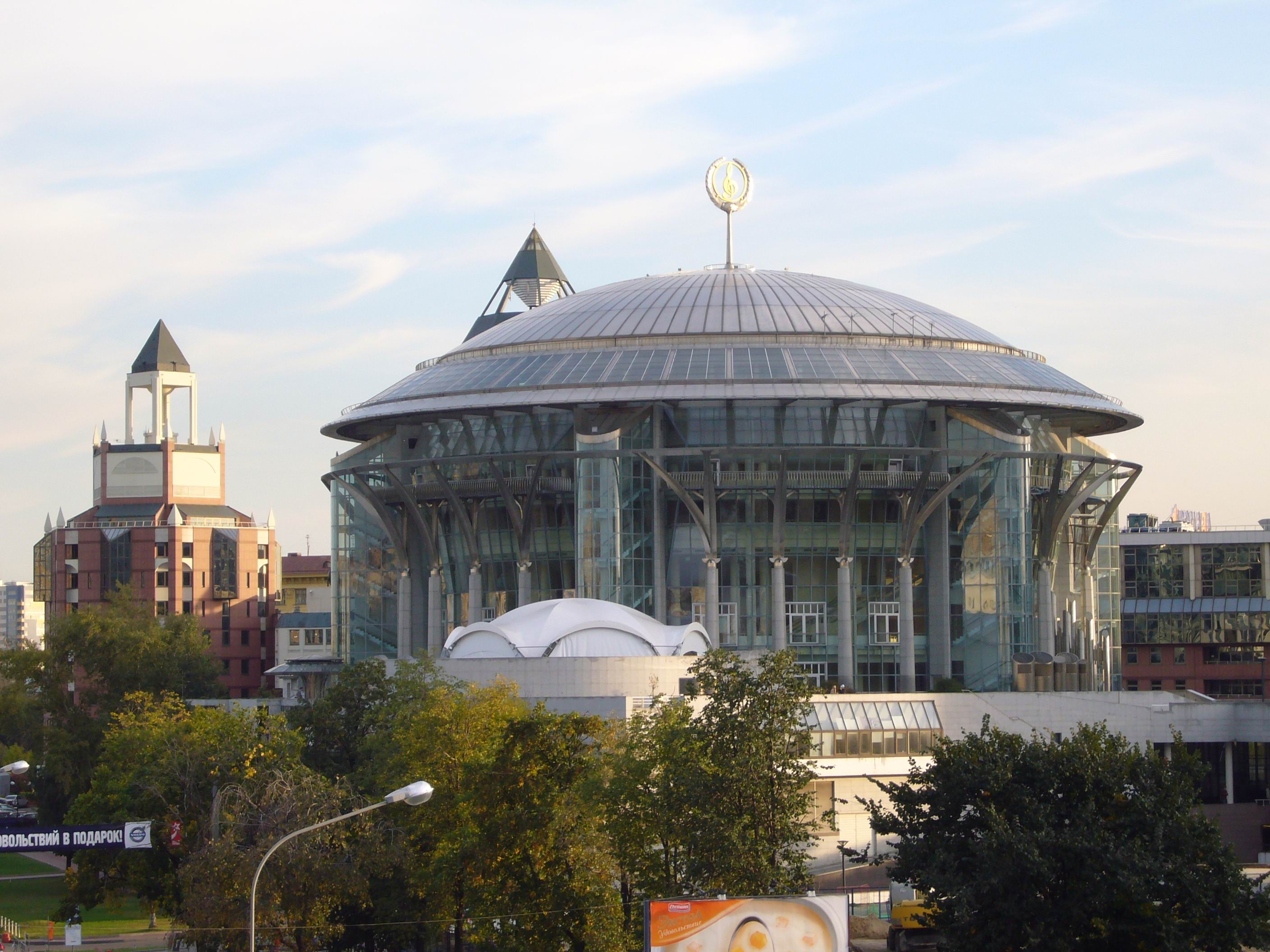
La Casa internazionale della musica

L'isola è lunga complessivamente circa 4 chilometri e da un punto di vista amministrativo si trova per metà nel quartiere Zamoskvoreč'e e per metà nel quartiere Jakimanka.
È collegata all'argine sinistro della Moscova da quattro ponti stradali (da monte verso valle, il ponte Bol'šoj Kamennyj, il ponte Bol'šoj Moskvoreckij, il ponte Bol'šoj Ust'inskij e il ponte Bol'šoj Krasnocholmskij, quest'ultimo facente parte della strada circolare soprannominata anello dei giardini) e dal pedonale ponte dei Patriarchi, che conduce alla cattedrale di Cristo Salvatore.
Sul lato meridionale, dove scorre il canale Vodootvodnyj, l'isola è collegata alla terraferma da 11 ponti, di cui 6 stradali e 5 pedonali.
Tra le strutture più notevoli che si trovano sull'isola è possibile citare la gigantesca statua in bronzo dedicata a Pietro il Grande situata su uno scoglio artificiale all'estremità occidentale dell'isola, la Casa sul lungofiume costruita a cavallo tra gli anni '20 e '30 del XX secolo, il complesso della chiesa di Santa Sofia, il quartier generale della compagnia petrolifera Rosneft, l'edificio storico del Nuovo Kriegskomissariat risalente al 1780 e un complesso commerciale e culturale che comprende, tra gli altri edifici, la moderna Casa internazionale della musica di Mosca inaugurata nel 2003.